# Joey Jones
Joey Jones, all'anagrafe Joseph Patrick Jones (Llandudno, 4 marzo 1955 – 22 luglio 2025), è stato un calciatore gallese, di ruolo difensore.

## Statistiche

### Cronologia presenze e reti in nazionale
| Cronologia completa delle presenze e delle reti in nazionale ― Galles | Cronologia completa delle presenze e delle reti in nazionale ― Galles | Cronologia completa delle presenze e delle reti in nazionale ― Galles | Cronologia completa delle presenze e delle reti in nazionale ― Galles | Cronologia completa delle presenze e delle reti in nazionale ― Galles | Cronologia completa delle presenze e delle reti in nazionale ― Galles | Cronologia completa delle presenze e delle reti in nazionale ― Galles | Cronologia completa delle presenze e delle reti in nazionale ― Galles |
| Data                                                                  | Città                                                                 | In casa                                                               | Risultato                                                             | Ospiti                                                                | Competizione                                                          | Reti                                                                  | Note                                                                  |
| --------------------------------------------------------------------- | --------------------------------------------------------------------- | --------------------------------------------------------------------- | --------------------------------------------------------------------- | --------------------------------------------------------------------- | --------------------------------------------------------------------- | --------------------------------------------------------------------- | --------------------------------------------------------------------- |
| 19-11-1975                                                            | Cardiff                                                               | Galles                                                                | 1 – 0                                                                 | Austria                                                               | Qual. Euro 1976                                                       | -                                                                     |                                                                       |
| 24-3-1976                                                             | Wrexham                                                               | Galles                                                                | 1 – 2                                                                 | Inghilterra                                                           | Amichevole                                                            | -                                                                     |                                                                       |
| 6-5-1976                                                              | Glasgow                                                               | Scozia                                                                | 3 – 1                                                                 | Galles                                                                | Torneo Interbritannico 1976                                           | -                                                                     |                                                                       |
| 6-10-1976                                                             | Cardiff                                                               | Galles                                                                | 0 – 2                                                                 | Germania Ovest                                                        | Amichevole                                                            | -                                                                     |                                                                       |
| 17-11-1976                                                            | Glasgow                                                               | Scozia                                                                | 1 – 0                                                                 | Galles                                                                | Qual. Mondiali 1978                                                   | -                                                                     |                                                                       |
| 30-6-1977                                                             | Wrexham                                                               | Galles                                                                | 3 – 0                                                                 | Cecoslovacchia                                                        | Qual. Euro 1976                                                       | -                                                                     |                                                                       |
| 28-5-1977                                                             | Wrexham                                                               | Galles                                                                | 0 – 0                                                                 | Scozia                                                                | Torneo Interbritannico 1977                                           | -                                                                     |                                                                       |
| 31-5-1977                                                             | Londra                                                                | Inghilterra                                                           | 0 – 1                                                                 | Galles                                                                | Torneo Interbritannico 1977                                           | -                                                                     |                                                                       |
| 3-6-1977                                                              | Belfast                                                               | Irlanda del Nord                                                      | 1 – 1                                                                 | Galles                                                                | Torneo Interbritannico 1977                                           | -                                                                     |                                                                       |
| 6-9-1977                                                              | Wrexham                                                               | Galles                                                                | 0 – 0                                                                 | Kuwait                                                                | Amichevole                                                            | -                                                                     |                                                                       |
| 20-9-1977                                                             | Al Kuwait                                                             | Kuwait                                                                | 0 – 0                                                                 | Galles                                                                | Amichevole                                                            | -                                                                     |                                                                       |
| 12-10-1977                                                            | Liverpool                                                             | Galles                                                                | 0 – 2                                                                 | Scozia                                                                | Qual. Mondiali 1978                                                   | -                                                                     |                                                                       |
| 16-11-1977                                                            | Praga                                                                 | Cecoslovacchia                                                        | 1 – 0                                                                 | Galles                                                                | Qual. Mondiali 1978                                                   | -                                                                     |                                                                       |
| 14-12-1977                                                            | Dortmund                                                              | Germania                                                              | 1 – 1                                                                 | Galles                                                                | Amichevole                                                            | -                                                                     |                                                                       |
| 18-4-1978                                                             | Teheran                                                               | Iran                                                                  | 0 – 1                                                                 | Galles                                                                | Amichevole                                                            | -                                                                     |                                                                       |
| 13-5-1978                                                             | Cardiff                                                               | Galles                                                                | 1 – 3                                                                 | Inghilterra                                                           | Torneo Interbritannico 1978                                           | -                                                                     |                                                                       |
| 17-5-1978                                                             | Glasgow                                                               | Scozia                                                                | 1 – 1                                                                 | Galles                                                                | Torneo Interbritannico 1978                                           | -                                                                     |                                                                       |
| 19-5-1978                                                             | Wrexham                                                               | Galles                                                                | 1 – 0                                                                 | Irlanda del Nord                                                      | Torneo Interbritannico 1978                                           | -                                                                     |                                                                       |
| 25-10-1978                                                            | Wrexham                                                               | Galles                                                                | 7 – 0                                                                 | Malta                                                                 | Qual. Euro 1980                                                       | -                                                                     |                                                                       |
| 29-11-1978                                                            | Wrexham                                                               | Galles                                                                | 1 – 0                                                                 | Turchia                                                               | Qual. Euro 1980                                                       | -                                                                     |                                                                       |
| 2-5-1979                                                              | Wrexham                                                               | Galles                                                                | 0 – 2                                                                 | Germania Ovest                                                        | Qual. Euro 1980                                                       | -                                                                     |                                                                       |
| 19-5-1979                                                             | Cardiff                                                               | Galles                                                                | 3 – 0                                                                 | Scozia                                                                | Torneo Interbritannico 1979                                           | -                                                                     |                                                                       |
| 23-5-1979                                                             | Londra                                                                | Inghilterra                                                           | 0 – 0                                                                 | Galles                                                                | Torneo Interbritannico 1979                                           | -                                                                     |                                                                       |
| 25-5-1979                                                             | Belfast                                                               | Irlanda del Nord                                                      | 1 – 1                                                                 | Galles                                                                | Torneo Interbritannico 1979                                           | -                                                                     |                                                                       |
| 2-6-1979                                                              | Gżira                                                                 | Malta                                                                 | 0 – 2                                                                 | Galles                                                                | Qual. Euro 1980                                                       | -                                                                     |                                                                       |
| 11-9-1979                                                             | Swansea                                                               | Galles                                                                | 2 – 1                                                                 | Irlanda                                                               | Amichevole                                                            | -                                                                     |                                                                       |
| 17-10-1979                                                            | Colonia                                                               | Germania Ovest                                                        | 5 – 1                                                                 | Galles                                                                | Qual. Euro 1980                                                       | -                                                                     | 15’                                                                   |
| 21-11-1979                                                            | Smirne                                                                | Turchia                                                               | 1 – 0                                                                 | Galles                                                                | Qual. Euro 1980                                                       | -                                                                     |                                                                       |
| 17-5-1980                                                             | Wrexham                                                               | Galles                                                                | 4 – 1                                                                 | Inghilterra                                                           | Torneo Interbritannico 1980                                           | -                                                                     |                                                                       |
| 21-5-1980                                                             | Glasgow                                                               | Scozia                                                                | 1 – 0                                                                 | Galles                                                                | Amichevole                                                            | -                                                                     |                                                                       |
| 23-5-1980                                                             | Cardiff                                                               | Galles                                                                | 0 – 1                                                                 | Irlanda del Nord                                                      | Amichevole                                                            | -                                                                     |                                                                       |
| 2-6-1980                                                              | Reykjavík                                                             | Islanda                                                               | 0 – 4                                                                 | Galles                                                                | Qual. Mondiali 1982                                                   | -                                                                     |                                                                       |
| 15-10-1980                                                            | Cardiff                                                               | Galles                                                                | 4 – 0                                                                 | Turchia                                                               | Qual. Mondiali 1982                                                   | -                                                                     |                                                                       |
| 24-2-1981                                                             | Dublino                                                               | Irlanda                                                               | 1 – 3                                                                 | Galles                                                                | Amichevole                                                            | -                                                                     |                                                                       |
| 25-3-1981                                                             | Ankara                                                                | Turchia                                                               | 0 – 1                                                                 | Galles                                                                | Qual. Mondiali 1982                                                   | -                                                                     |                                                                       |
| 16-5-1981                                                             | Swansea                                                               | Galles                                                                | 2 – 0                                                                 | Scozia                                                                | Torneo Interbritannico 1981                                           | -                                                                     | 71’                                                                   |
| 20-5-1981                                                             | Londra                                                                | Inghilterra                                                           | 0 – 0                                                                 | Galles                                                                | Torneo Interbritannico 1981                                           | -                                                                     |                                                                       |
| 30-5-1981                                                             | Wrexham                                                               | Galles                                                                | 0 – 0                                                                 | Unione Sovietica                                                      | Qual. Mondiali 1982                                                   | -                                                                     |                                                                       |
| 9-9-1981                                                              | Praga                                                                 | Cecoslovacchia                                                        | 2 – 0                                                                 | Galles                                                                | Qual. Mondiali 1982                                                   | -                                                                     |                                                                       |
| 14-10-1981                                                            | Swansea                                                               | Galles                                                                | 2 – 2                                                                 | Islanda                                                               | Qual. Mondiali 1982                                                   | -                                                                     |                                                                       |
| 18-11-1981                                                            | Tbilisi                                                               | Unione Sovietica                                                      | 3 – 0                                                                 | Galles                                                                | Qual. Mondiali 1982                                                   | -                                                                     | 85’                                                                   |
| 24-3-1982                                                             | Valencia                                                              | Spagna                                                                | 1 – 1                                                                 | Galles                                                                | Amichevole                                                            | -                                                                     |                                                                       |
| 27-4-1982                                                             | Cardiff                                                               | Galles                                                                | 0 – 1                                                                 | Inghilterra                                                           | Torneo Interbritannico 1982                                           | -                                                                     |                                                                       |
| 24-5-1982                                                             | Glasgow                                                               | Scozia                                                                | 1 – 0                                                                 | Galles                                                                | Torneo Interbritannico 1982                                           | -                                                                     |                                                                       |
| 27-5-1982                                                             | Wrexham                                                               | Galles                                                                | 3 – 0                                                                 | Irlanda del Nord                                                      | Torneo Interbritannico 1982                                           | -                                                                     |                                                                       |
| 2-6-1982                                                              | Tolosa                                                                | Francia                                                               | 0 – 1                                                                 | Galles                                                                | Amichevole                                                            | -                                                                     |                                                                       |
| 22-9-1982                                                             | Swansea                                                               | Galles                                                                | 1 – 0                                                                 | Norvegia                                                              | Qual. Euro 1984                                                       | -                                                                     |                                                                       |
| 15-12-1982                                                            | Belgrado                                                              | Jugoslavia                                                            | 4 – 4                                                                 | Galles                                                                | Qual. Euro 1984                                                       | 1                                                                     | 1’                                                                    |
| 23-2-1983                                                             | Londra                                                                | Inghilterra                                                           | 2 – 1                                                                 | Galles                                                                | Amichevole                                                            | -                                                                     | 44’                                                                   |
| 27-4-1983                                                             | Wrexham                                                               | Galles                                                                | 1 – 0                                                                 | Bulgaria                                                              | Qual. Euro 1984                                                       | -                                                                     |                                                                       |
| 28-5-1983                                                             | Cardiff                                                               | Galles                                                                | 0 – 2                                                                 | Scozia                                                                | Torneo Interbritannico 1983                                           | -                                                                     |                                                                       |
| 31-5-1983                                                             | Belfast                                                               | Irlanda del Nord                                                      | 0 – 1                                                                 | Galles                                                                | Torneo Interbritannico 1983                                           | -                                                                     |                                                                       |
| 12-6-1983                                                             | Cardiff                                                               | Galles                                                                | 1 – 1                                                                 | Brasile                                                               | Amichevole                                                            | -                                                                     | cap.                                                                  |
| 21-9-1983                                                             | Oslo                                                                  | Norvegia                                                              | 0 – 0                                                                 | Galles                                                                | Qual. Euro 1984                                                       | -                                                                     |                                                                       |
| 12-10-1983                                                            | Wrexham                                                               | Galles                                                                | 5 – 0                                                                 | Romania                                                               | Amichevole                                                            | -                                                                     |                                                                       |
| 16-11-1983                                                            | Sofia                                                                 | Bulgaria                                                              | 1 – 0                                                                 | Galles                                                                | Qual. Euro 1984                                                       | -                                                                     |                                                                       |
| 14-12-1983                                                            | Cardiff                                                               | Galles                                                                | 1 – 1                                                                 | Jugoslavia                                                            | Qual. Euro 1984                                                       | -                                                                     |                                                                       |
| 28-2-1984                                                             | Glasgow                                                               | Scozia                                                                | 2 – 1                                                                 | Galles                                                                | Torneo Interbritannico 1984                                           | -                                                                     |                                                                       |
| 2-5-1984                                                              | Wrexham                                                               | Galles                                                                | 1 – 0                                                                 | Inghilterra                                                           | Torneo Interbritannico 1984                                           | -                                                                     |                                                                       |
| 22-5-1984                                                             | Swansea                                                               | Galles                                                                | 1 – 1                                                                 | Irlanda del Nord                                                      | Torneo Interbritannico 1984                                           | -                                                                     |                                                                       |
| 6-6-1984                                                              | Trondheim                                                             | Norvegia                                                              | 1 – 0                                                                 | Galles                                                                | Amichevole                                                            | -                                                                     |                                                                       |
| 10-6-1984                                                             | Ramat Gan                                                             | Israele                                                               | 0 – 0                                                                 | Galles                                                                | Amichevole                                                            | -                                                                     |                                                                       |
| 12-9-1984                                                             | Reykjavík                                                             | Islanda                                                               | 1 – 0                                                                 | Galles                                                                | Qual. Mondiali 1986                                                   | -                                                                     |                                                                       |
| 26-2-1985                                                             | Wrexham                                                               | Galles                                                                | 1 – 1                                                                 | Norvegia                                                              | Amichevole                                                            | -                                                                     |                                                                       |
| 27-3-1985                                                             | Glasgow                                                               | Scozia                                                                | 0 – 1                                                                 | Galles                                                                | Qual. Mondiali 1986                                                   | -                                                                     |                                                                       |
| 5-6-1985                                                              | Bergen                                                                | Norvegia                                                              | 4 – 2                                                                 | Galles                                                                | Amichevole                                                            | -                                                                     | cap.                                                                  |
| 10-9-1985                                                             | Cardiff                                                               | Galles                                                                | 1 – 1                                                                 | Scozia                                                                | Qual. Mondiali 1986                                                   | -                                                                     |                                                                       |
| 16-10-1985                                                            | Cardiff                                                               | Galles                                                                | 0 – 3                                                                 | Ungheria                                                              | Amichevole                                                            | -                                                                     | 56’                                                                   |
| 26-3-1986                                                             | Dublino                                                               | Irlanda                                                               | 0 – 1                                                                 | Galles                                                                | Amichevole                                                            | -                                                                     | cap.                                                                  |
| 21-4-1986                                                             | Wrexham                                                               | Galles                                                                | 0 – 0                                                                 | Uruguay                                                               | Amichevole                                                            | -                                                                     |                                                                       |
| 10-5-1986                                                             | Toronto                                                               | Canada                                                                | 2 – 0                                                                 | Galles                                                                | Amichevole                                                            | -                                                                     | cap.                                                                  |
| 19-5-1986                                                             | Vancouver                                                             | Canada                                                                | 0 – 3                                                                 | Galles                                                                | Amichevole                                                            | -                                                                     | cap.                                                                  |
| Totale                                                                |                                                                       | Presenze                                                              | 72                                                                    |                                                                       | Reti                                                                  | 1                                                                     |                                                                       |

## Palmarès

### Competizioni nazionali
- Coppa del Galles: 1

Wrexham: 1974-1975
- Campionato inglese: 1

Liverpool: 1975-1976, 1976-1977
- Charity Shield: 2

Liverpool: 1976, 1977
- Campionato inglese di seconda divisione: 1

Chelsea: 1983-1984

### Competizioni internazionali
- Coppa dei Campioni: 2

Liverpool: 1976-1977, 1977-1978
- Coppa UEFA: 1

Liverpool: 1975-1976
- Supercoppa UEFA: 1

Liverpool: 1977